# Napels Zien
Napels Zien is een humaninterestprogramma van productiehuis Woestijnvis waarvan van 2000 tot 2003 drie reeksen werden vertoond door de Vlaamse televisiezender Eén, die toen nog TV1 heette. De programmamakers zijn Luc Haekens en Michel Vanhove.
Napels Zien volgde het verhaal van mensen die hun levensdroom verwezenlijkten. Er werden mensen met kleine en grote dromen gevolgd, zoals: 
- Een 80-jarige Limburgse boer die graag voor de eerste keer de zee wilde zien.
- Een jongeman die zijn opleiding bij de para's wilde voltooien.
- Gewichthefster Ingeborg Marx die de limiet wilde halen voor de Olympische Spelen van 2000 in Sydney.

Tijdens een aflevering van Napels Zien zagen kijkers afwisselend stukken uit een drietal verhaallijnen. Iedere verhaallijn werd uitgespreid over één of meer afleveringen.
De titel van het programma was afgeleid van de bekende uitspraak van Goethe: "Napels zien, en dan sterven", waarmee hij wilde zeggen dat Napels het mooiste is wat een mens in zijn leven kan zien. Heden ten dage gebruikt men deze uitdrukking om een grote droom aan te duiden, waarna niets meer hoeft.